# Zuidas (televisieserie)
Zuidas is een Nederlandse dramaserie over het wel en wee op het fictieve advocatenkantoor Van de Sande Grinten Meijer aan de Amsterdamse Zuidas. De serie is geschreven door Karima O'Flynn-Belgacem, Maria Guldenaar en Rolinde Hoorntje. Eerder publiceerden zij columns op hun veelgelezen site www.zozuidas.nl en in Het Financieele Dagblad over het leven op de Zuidas. Ze schreven twee boeken: ZoZuidas, Overwerk & achterklap in de Amsterdamse kantoorjungle (Pearson Education, 2010) en Project dromenland (Prometheus, 2014). Voor de totstandkoming van hun eerste televisieserie werkten ze samen met scenarioschrijver Philip Delmaar. Delmaar was eerder werkzaam bij de gerenommeerde advocatenserie Keyzer & De Boer Advocaten (2005–2008). De serie is geproduceerd door Topkapi Films en is in het voorjaar van 2018 uitgezonden door BNNVARA op NPO 3.

## Verhaal
De serie volgt het leven van de recent afgestudeerde juriste Sabia (Jouman Fattal). Sabia heeft een aanstelling als advocaat-stagiaire gekregen op het prestigieuze advocatenkantoor Van de Sande Grinten Meijer. Het advocatenkantoor wordt geleid door Christine Meijer (Annet Malherbe) en Rudolf van de Sande Grinten (Mark Rietman). De partners proberen de kwaliteit en de zichtbaarheid van het kantoor koste wat kost hoog te houden in een machtsbeluste en statusgevoelige wereld, maar ze wantrouwen elkaars bedoelingen. Sabia wordt ook geconfronteerd met de snelle en harde wereld van de advocatuur aan de Zuidas. Ze kan haar ervaringen delen met eveneens beginnend advocaat Quinten (Bram Suijker), zoon van een van de partners. De overige medewerkers bij het kantoor, gespeeld door Guy Clemens, Robert de Hoog en Noortje Herlaar, laten zich vaak meeslepen door hun eigen ambities.

## Rolverdeling
- Jouman Fattal - Sabia Bennani
- Annet Malherbe - Christine Meijer
- Mark Rietman - Rudolf van de Sande Grinten
- Guy Clemens - Mark Vermeer
- Robert de Hoog - Edwin de Keizer
- Noortje Herlaar - Lavinia Vermeer
- Bram Suijker - Quinten van de Sande Grinten
- Sandra Mattie - Angelica ("Sjeel")
- Tarik Moree - Igor Vroesjnik

## Afleveringen
| Afl. | Datum         | Kijkcijfers | Titel             |
| ---- | ------------- | ----------- | ----------------- |
| 1    | 1 april 2018  | 1.000.000   | De buitenstaander |
| 2    | 8 april 2018  | 853.000     | Glazen plafond    |
| 3    | 15 april 2018 | 712.000     | Maskers           |
| 4    | 22 april 2018 | 604.000     | Graaiers          |
| 5    | 29 april 2018 | 586.000     | Chinese walls     |
| 6    | 6 mei 2018    | 492.000     | Fee burners       |
| 7    | 13 mei 2018   | 509.000     | Woekerpolis       |
| 8    | 20 mei 2018   | 430.000     | De rogue trader   |